# Janez Potočnik
To je članek o sodobnem politiku. Za baročnega slikarja glej Janez Potočnik (slikar).
Janez Potočnik [jánes- potóčnik], slovenski ekonomist, nekdanji Slovenski evropski komisar v Evropski komisiji, * 22. marec 1958, Kropa, Slovenija

## Življenje
Po maturi na kranjski gimnaziji je Janez Potočnik leta 1983 diplomiral na ljubljanski Ekonomski fakulteti, leta 1989 je na isti fakulteti magistriral, leta 1993 pa še doktoriral.
Po diplomi se je zaposlil v nekdanji Službi družbenega knjigovodstva kot ekonomski analitik, leta 1984 je postal pomočnik direktorja Urada za makroekonomske raziskave in razvoj, leta 1988 pa višji raziskovalec na Inštitutu za ekonomska raziskovanja. Leta 1993 se je vrnil na Urad za makroekonomske raziskave in razvoj ter tam opravljal funkcijo direktorja do leta 2001.
S približevanjem Slovenije Evropski uniji se je začel ukvarjati aprila 1998, ko je postal vodja ožje pogajalske skupine za pristop Republike Slovenije k EU. Junija 2000 je za pol leta postal vršilec dolžnosti direktorja Službe vlade RS za evropske zadeve, junija 2001 pa je ravno tako za pol leta zasedel mesto ministrskega svetnika v Kabinetu predsednika Vlade Republike Slovenije. Leta 2002 je postal minister za evropske zadeve in opravljal to funkcijo vse do pridružitve Slovenije Evropski uniji leta 2004. V svojem mandatu je vodil zaključna pridružitvena pogajanja.
Ropova vlada ga je predlagala kot slovenskega komisarja v zadnjem delu mandata Evropske komisije med majem in oktobrom 2004. Romano Prodi mu je dodelil funkcijo komisarja za širitev EU, Potočnik jo je opravljal skupaj z Nemcem Günterjem Verheugnom. Komisar je ostal tudi v sestavi prve Evropske komisije, ki je pod vodstvom Joséja Durãa Barrosa začela delati 22. novembra 2004 (začeti bi morala že 1. novembra, vendar se je začetek mandata zaradi zapletov z italijanskim komisarjem Roccom Buttiglionom malo zavlekel). Potočnik je bil v sestavi prve Barrosove komisije zadolžen za znanost in raziskave.
Janez Potočnik je bil potrjen kot evropski komisar za okolje v sestavi druge Barrosove Komisije, ki je prevzela dolžnosti 9. februarja 2010.